# 甲把瑞繹
甲把 瑞繹（がっぱ ずいえき、1737年（元文2年）- 1803年11月17日（享和3年10月4日））は、江戸時代中期の蘭方医である。名は長恒（号とも）。別号に如行斎等。

## 経歴・人物
土佐の窪川村（現在の高知県四万十町）に生まれ、幼少のころから医学を学んだ。後に上洛し吉益東洞の門人となる。その後故郷に戻り、家業として中村に診療所を開業し、1795年（寛政5年）には土佐下田に漂着した琉球王国の船舶に乗船者の診療等にあたった。
死去後の1861年（文久元年）に土佐藩において、藩医だった石坂玄泰が人体解剖の採用を得られなかった代わりに、瑞繹が実験した死体の人体解剖の精神により開花されたとみられている。

## 主な著作物
- 『陳氏秘要方』- 瑞繹が診療にあたった石川積医堂が示した医書を元に執筆した医学書[1]。
- 『全台要方』
- 『仁井田郷談』